# NGC 1306
NGC 1306 è una galassia a spirale situata nella costellazione della Fornace, a una distanza di circa 63 milioni di anni luce dalla nostra Via Lattea.

## Scoperta
La galassia è stata scoperta il 1 gennaio 1864 dall'astronomo statunitense Ormond Stone.

## Descrizione
NGC 1306 ha una classe di luminosità II e presenta una larga riga a 21 cm dell'idrogeno neutro.
Nella galassia sono presenti anche regioni di idrogeno ionizzato.